# Volkswagen Constellation

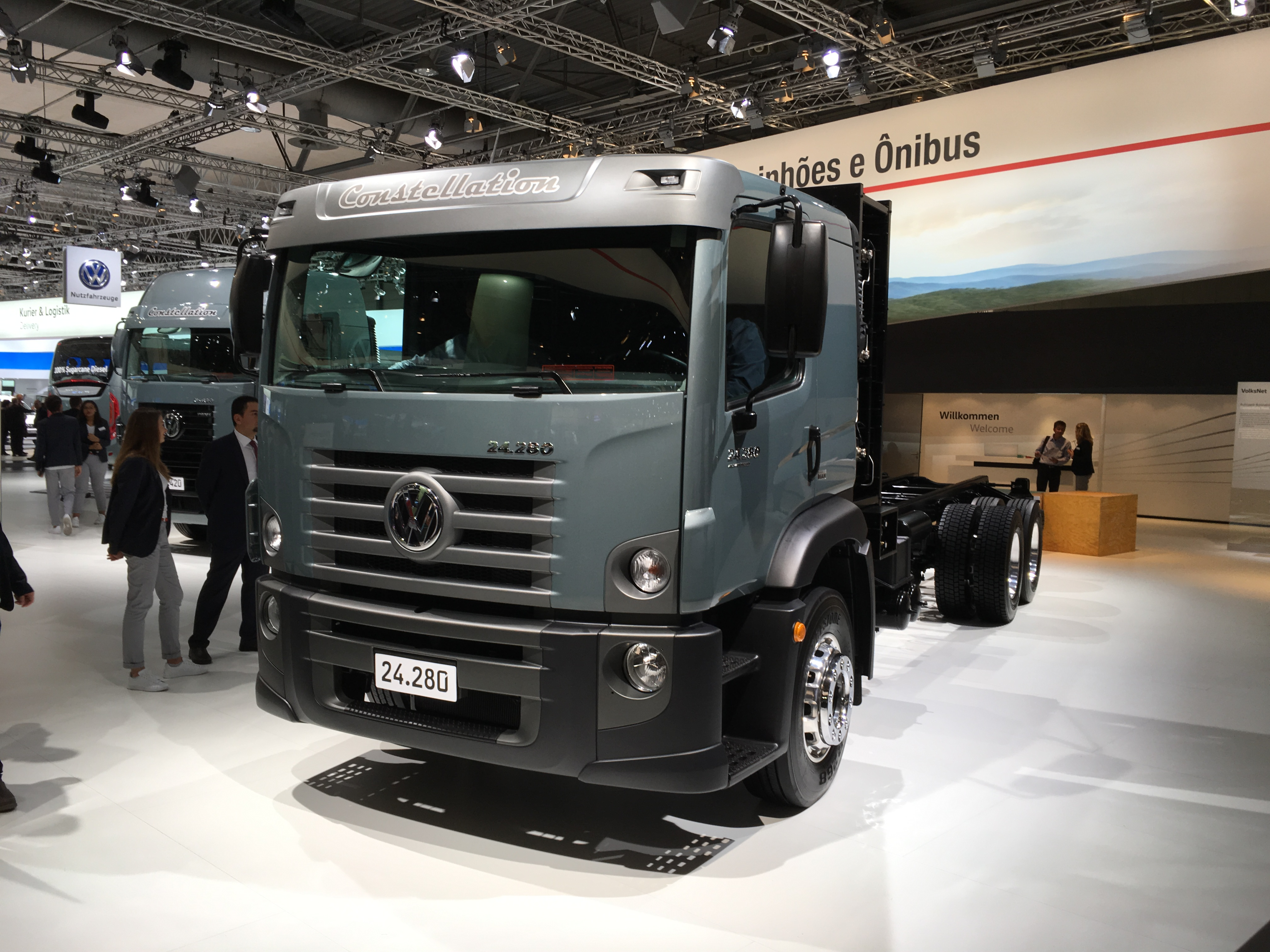
Constellation em uma demonstração da Volkswagen

Volkswagen Constellation é uma linha de caminhões de médio e de grande porte, fabricada pela Volkswagen, com peso bruto de 13-57 toneladas. É produzida em Resende, no Brasil, e é destinada principalmente ao mercado sul-americano e africano. Lançada em setembro de 2005, foi projetada em um rigoroso teste de 7 milhões de fases ao longo de um período de quatro anos.
Em 2006, Renato Martins venceu o campeonato de Fórmula Truck brasileiro com um Volkswagen Constellation, na primeira temporada deste caminhão em competição.
Ficou nacionalmente conhecido pela minissérie Carga Pesada, estrelada por Antônio Fagundes e Stênio Garcia.

## Modelos
4x2
- 13.180
- 13.190
- 15.180
- 15.190
- 17.180
- 17.190
- 17.230
- 17.250
- 17.250 Tractor
- 17.280
- 17.280 Tractor
- 17.320
- 17.330
- 19.320 Titan Tractor
- 19.330 Tractor
- 19.330 Titan Tractor
- 19.360 Tractor
- 19.370 Titan Tractor
- 19.390 TTractor
- 19.420 Tractor

6x2
- 23.230
- 24.250
- 24.280
- 24.320
- 24.330
- 25.320 Titan Tractor
- 25.360 Tractor
- 25.370 Tractor
- 25.390 Tractor
- 25.420 Tractor

6x4
- 26.260
- 26.280
- 26.370
- 31.260
- 31.280
- 31.320
- 31.330
- 31.370
- 31.390
- 32.360

8x2
- 24.280 8x2
- 24.330 8x2
- 25.420 Tractor 8x2
- 30.280
- 30.330